# Scopula hesperidata
Scopula hesperidata är en fjärilsart som beskrevs av Jules Pièrre Rambur 1866. Scopula hesperidata ingår i släktet Scopula och familjen mätare. Inga underarter finns listade.